# Ralf Sträßer
Ralf Sträßer (* 20. Juni 1958) ist ein ehemaliger deutscher Fußballspieler und späterer -trainer. In der höchsten Spielklasse des DDR-Fußballs, der Oberliga, spielte er für den BFC Dynamo, den 1. FC Union Berlin und FC Carl Zeiss Jena.

## Spielerkarriere

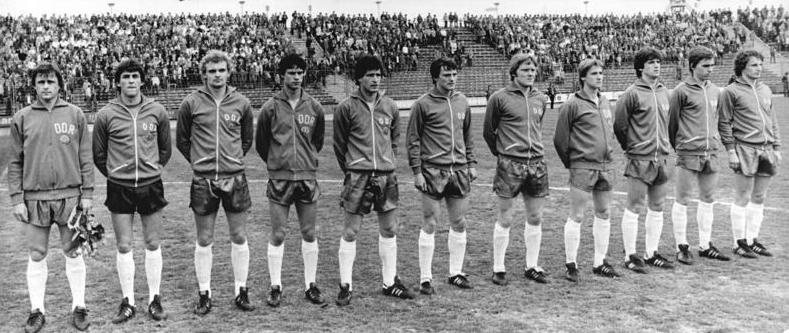
Sträßer (fünfter von rechts) mit der U-21-Nationalmannschaft im EM-Finale 1980

Sträßer begann im Alter von acht Jahren bei der BSG Post Berlin mit dem Fußballspielen, ehe er zwei Jahre später in die Jugendabteilung des BFC Dynamo kam. Dort schaffte er nach ersten Einsätzen in der DDR-Liga für die zweite Mannschaft des BFC den Sprung ins Oberligateam. Sträßer debütierte in der Saison 1976/77 am 11. Spieltag beim 2:0-Heimsieg gegen den FC Vorwärts Frankfurt/Oder in der höchsten Spielklasse. Mit Dynamo wurde Sträßer sechsmal hintereinander Meister und bestritt 144 Oberligaspiele (39 Tore) sowie 19 Einsätze (ohne Torerfolg) im Europapokal. Darüber hinaus konnte er am 2. März 1982 im Spiel gegen die Irakische Fußballnationalmannschaft sein Debüt für die Nationalelf der DDR feiern. Zwei Jahre zuvor war bereits mit der U21-Nationalmannschaft Zweiter bei der Nachwuchseuropameisterschaft geworden.
Nach der Saison 1983/1984 wurde Sträßer jedoch zum 1. FC Union Berlin – der kurz zuvor in die Zweitklassigkeit abgestiegen war – abgegeben. Obwohl er als ehemaliger BFC-Spieler vom größten Rivalen der Unioner kam, schaffte er es auf Anhieb, sich bei den Fans beliebt zu machen. So schoss er den Verein mit 20 Treffern zurück in die Oberliga und wurde zum Unioner des Jahres gewählt. In der darauf folgenden Saison war der 1. FC Union die Überraschungsmannschaft und erreichte das FDGB-Pokalfinale (welches allerdings mit 1:5 gegen den 1. FC Lokomotive Leipzig verloren ging). Sträßer konnte sich zudem mit 14 Treffern den Titel des Oberligatorschützenkönigs sichern. Durch diese guten Leistungen kam er zu weiteren drei Einsätzen im DFV-Trikot und wurde zweimal für die Olympiaauswahl nominiert.
Doch schon in der Folgesaison endete Sträßers Zeit bei den Eisernen abrupt. Unter nicht ganz geklärten Umständen wurde er vom Verein mit einer Sperre belegt, woraufhin er Union verließ und sich dem FC Carl Zeiss Jena anschloss. Dies war ein staatlich nicht genehmigter Wechsel, so dass Sträßer eine langdauernde Sperre absitzen musste. Für Union bestritt Sträßer insgesamt 97 Pflichtspiele und erzielte dabei 51 Tore. In Jena hoffte Sträßer, wieder für die DDR-Auswahl nominiert zu werden. Dies erfüllte sich jedoch für ihn nicht mehr, und so blieb es bei seinen vier Einsätzen für die DDR. Aber er erreichte erneut das FDGB-Pokalfinale, welches er mit Jena gegen seinen alten Klub BFC Dynamo zwar mit 0:2 nach Verlängerung verlor, aber Jena trotzdem die Qualifikation für den Europapokal der Pokalsieger brachte (der BFC war als DDR-Meister für den Landesmeisterwettbewerb qualifiziert). In seinen zwei Jahren in Jena bestritt Sträßer insgesamt 55 Pflichtspiele und schoss dabei 20 Tore – davon gelangen ihm zehn in der Oberliga in 37 Partien.
Nachdem er nach der Saison 1988/1989 den FC Carl Zeiss verlassen hatte, spielte er bis zur Maueröffnung noch für die BSG JENAer Glaswerk und zog dann nach Bayern. Dort spielte er für verschiedene unterklassige Klubs (nacheinander 1. FC Schweinfurt 05, TSV Vestenbergsgreuth, TSV 1860 Scheinfeld und TSV Markt-Bibart), bevor er seine Karriere schließlich beim ASV Ippesheim beendete und dort Trainer wurde.

## Trainerkarriere
Nach seinem Engagement in Ippesheim kehrte Sträßer vor der Saison 2008/2009 zum TSV Vestenbergsgreuth zurück, um die dortige Kreisklasse-Mannschaft zu trainieren. Nach dem verpassten Aufstieg am Ende der Saison sowie einem misslungenen Start in die Folgesaison legte er sein Amt im August 2009 nieder. Zwei Monate später übernahm das Training beim ebenfalls in der Kreisklasse spielenden RSV Sugenheim. Nach der Saison 2010/11 wurde der Vertrag beim RSV Sugenheim nicht verlängert. In der Winterpause 2011/2012 übernahm er das Traineramt der ersten Herrenmannschaft des TSV Markt Bibart.

## Trivia
Sein Sohn Carsten Sträßer ist ebenfalls Fußballprofi und spielte in der 2. Bundesliga bei Erzgebirge Aue. Im Sommer 2008 ging er zurück zum FC Carl Zeiss Jena. Seit 2010 spielt Sträßer für den Chemnitzer FC und konnte gleich in der ersten Saison den Aufstieg in die 3. Liga feiern.
Im Sommer 2007 sorgte Sträßer für Gesprächsstoff, als er zugab, während seiner Zeit beim 1. FC Union positiv auf Dopingmittel getestet worden zu sein. Er selbst habe aber nicht aktiv gedopt.

## Erfolge
- DDR-Meister (6): 1979, 1980, 1981, 1982, 1983 und 1984 (jeweils mit dem BFC Dynamo)
- FDGB-Pokalfinalist (5): 1979, 1982, 1984 (jeweils mit dem BFC Dynamo), 1986 (mit dem 1. FC Union Berlin) und 1988 (mit dem FC Carl Zeiss Jena)